# 克里沃多爾冰川
62°58′55″S 62°29′25″W / 62.98194°S 62.49028°W

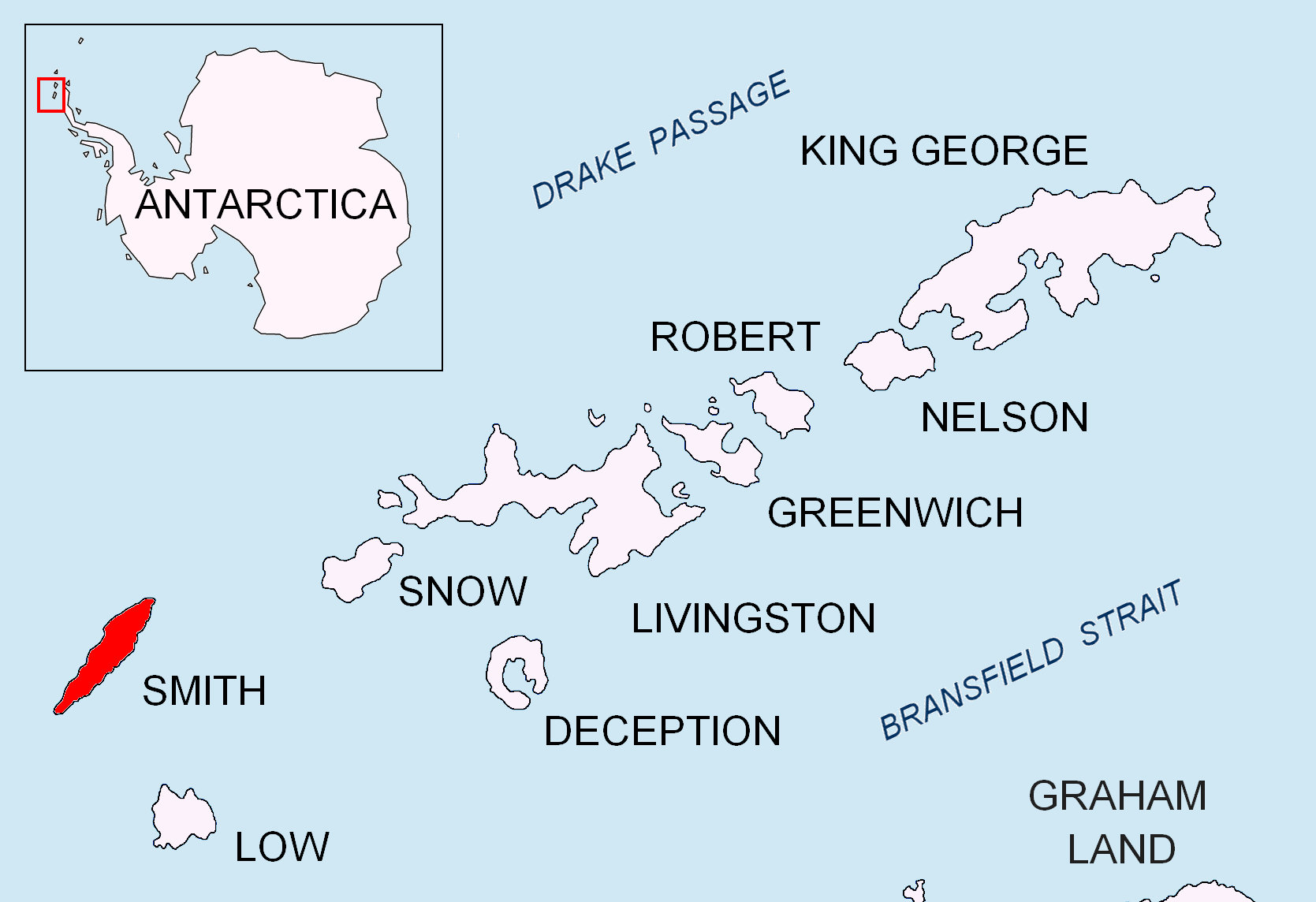

克里沃多爾冰川是南極洲的冰川，位於南設得蘭群島的史密斯島，長3.8公里，最終注入奧斯馬爾海峽，該冰川以保加利亞西北部的城鎮命名。

## 外部連結
- SCAR Composite Antarctic Gazetteer（页面存档备份，存于）